# Фацелія
Фаце́лія (Phacelia) — рід рослин родини водолистових. Близько 200 видів, поширені переважно в Америці. В Україні — тільки в культурі. Як медонос найбільше значення має фацелія пижмолиста (Phacelia tanacetifolia).

## Опис
Стебло у фацелії прямовисне гіллясте із розсіченим непарно-перистим листям висотою 80 см і більше. На початку вегетації стебло соковите, потім грубшає починаючи із низу.
Кожне розгалуження закінчується багатоквітковим суцвіттям по 20-40 квітів у кожному, а на цілу рослину до кількох сотень, а при добрих умовах догляду і до тисячі. Розпускаються неодночасно, починаючи із низу. Період цвітіння 20-45 днів. Квіти синьо-фіолетового кольору, в кожній по п'ять тичинок з пиляками зовні квітки, і одна маточка на дні квітки із зеленою зав'яззю. Нектар виділяються нектарниками навколо зав'язі на дні квітки і накопичується там ще до її відкриття, тому він не висихає та добре відвідується бджолами.

## Застосування
В нектарі переважно прості цукри, бджоли із квітки збирають також пилок. Найкраща продуктивність нектару на території України в червні і першій половині липня: 0,6-0,7 мг цукру за добу. Нектаропродуктивність ранніх посівів фацелії сягає до 500 кг/га в південних регіонах, 250-350 кг/га північніше. В пізніших посівах нектаропродуктивність падає до 180 кг/га і нижче. Мед світлий із ніжним ароматом та приємним смаком, належить до вищих сортів.
Зацвітає фацелія через 6-7 тижнів після посіву, в холодну пору цей період може розтягнутися. Тому фацелію висівають в кілька термінів, цим забезпечують безперестанний медовий конвеєр для бджіл, і постійне постачання корму худобі. У свіжому вигляді на зелений корм та у вигляді силосу фацелія добре поїдається великою рогатою худобою, свинями та вівцями, краще у вигляді сумішей із кормовими багатими на цукор. Урожай зеленої маси близько 250 ц/га, на родючих, добре зволожених ґрунтах до 500 ц/га. У вигляді сіна не придатний на корм.
Пізні посіви фацелії після закінчення цвітіння переорюють на зелене добриво.
Норми висіву насіння фацелії 5-6 кг/га при звичайному способі висіву, і 8-10 кг/га при широкорядному. Глибина висіву 2-4 см.
Урожай насіння 3-4 ц/га. Збирають роздільним способом при дозріванні нижніх сім'яниках.

## Галерея

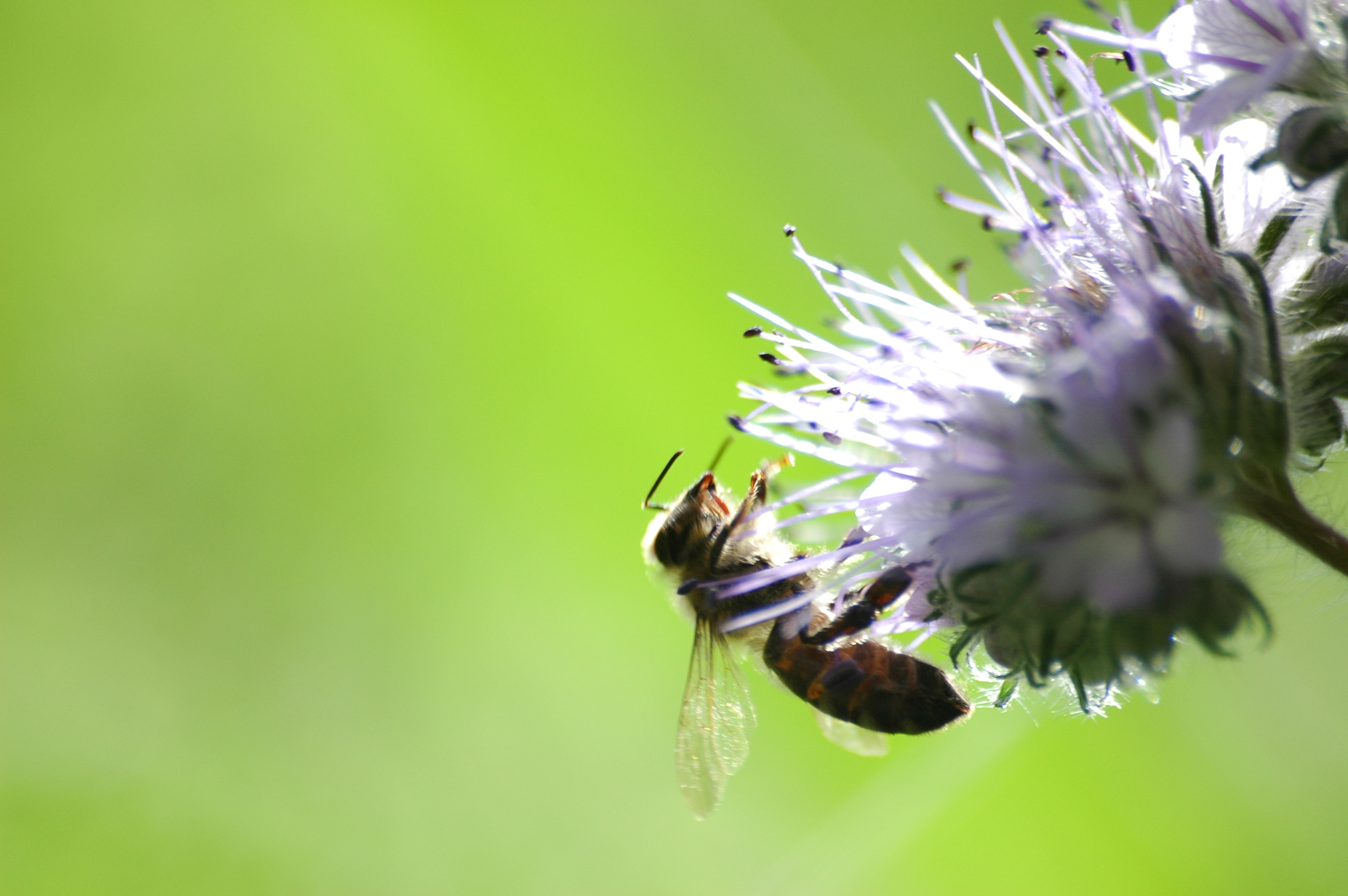
Бджола на квітці фацелії
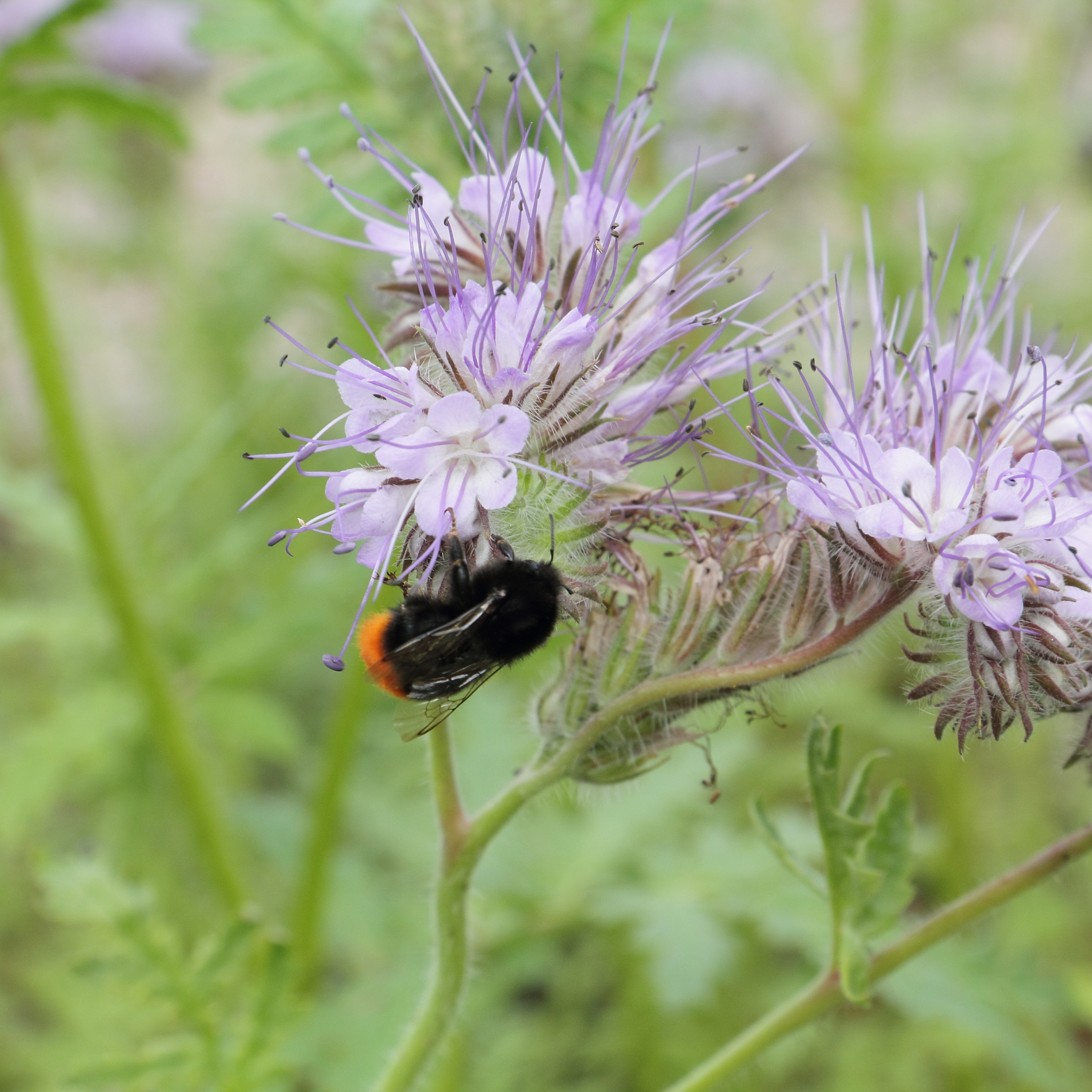
Джміль на квітці фацелії
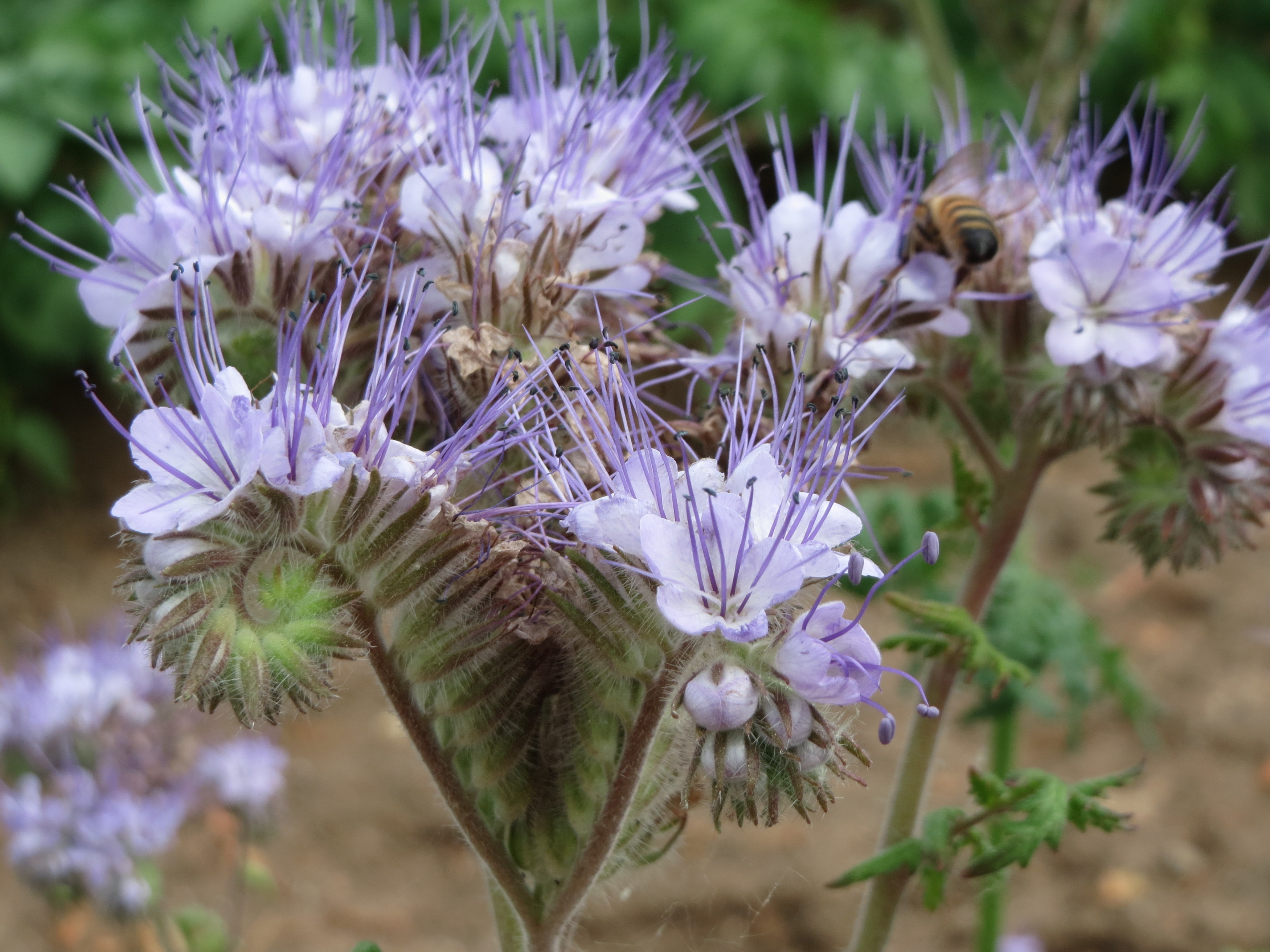
Суцвіття фацелії
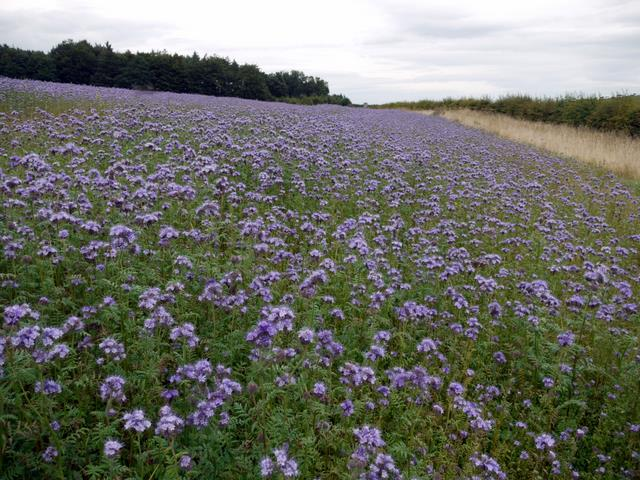
Посіви фацелії
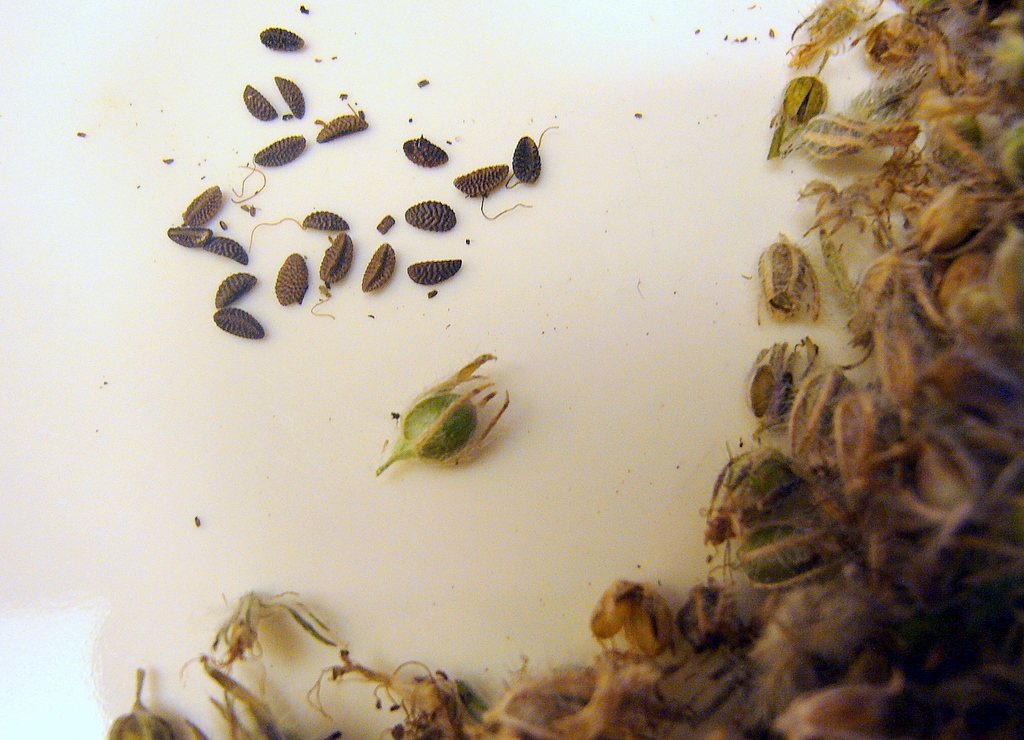
Плоди і насіння фацелії